# لفافة الكركند

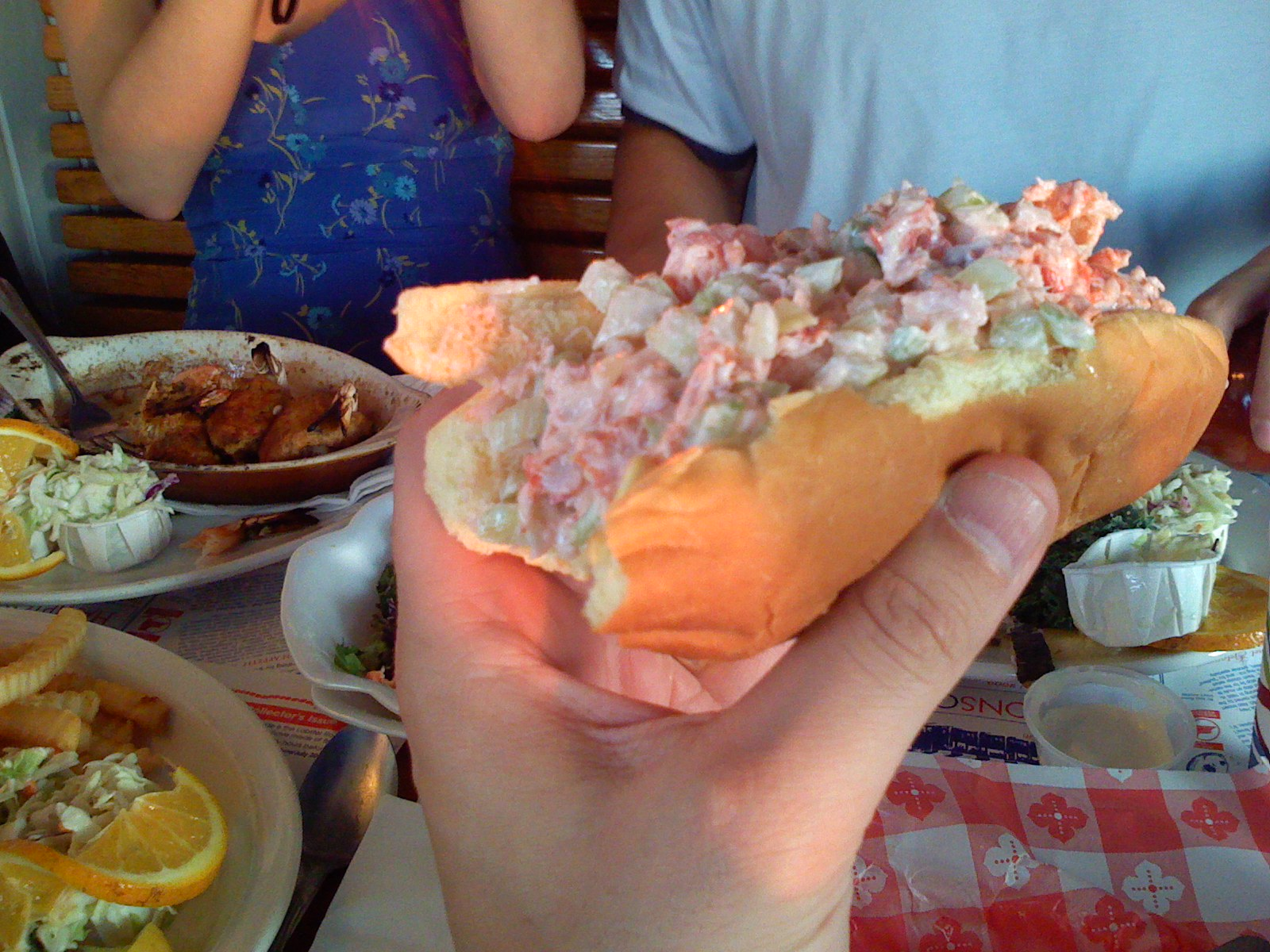
لفافة الكركند من مطعم "ذا لوبستر رول" في ولاية نيويورك

لفافة الكركند (بالإنجليزية: lobster roll)‏ التقليدية هي شطيرة من إقليم نيوإنگلاند الأميركي تحشى بلحم الكركند المبلل بالزبدة، وقد تضم الشطيرة مكعبات صغيرة من الكرفس أو البصل الأخضر كما أنها قد تحتوي على الخس وعصير الليمون والملح والفلفل الأسود. الخبز عادة يكون مفتوحة من فوق، كما في إعداد النقانق الساخن. مطاعم تقليدية في نيوإنجلاند تقدّم لفائف الكركند مع الرقائق المقلية أو البطاطا المقلية بالجانب.